# Achar (Uruguay)
Achar ist eine Ortschaft in Uruguay.

## Geographie
Sie befindet sich auf dem Gebiet des Departamento Tacuarembó in dessen Sektoren 9 und 11. Nächstgelegene Ansiedlungen sind Curtina im Norden, San Gregorio de Polanco im Südosten und Cuchilla de Peralta bzw. Cardoso im Südwesten. Im Norden Achars erstreckt sich in östliche Richtung die Cuchilla de Santo Domingo, während das Gebiet westlich des Ortes und des dort in der Nähe verlaufenden Arroyo Cardozo, dessen Quelle sich nördlich Achars befindet, als Cuchilla de Peralta bezeichnet wird.

## Geschichte
Am 21. August 1936 wurde Achar durch das Gesetz Nr. 9587 in die Kategorie „Pueblo“ eingestuft.

## Infrastruktur
Achar liegt an der Bahnstrecke Paso de los Toros–Rivera, allerdings ist der Haltepunkt derzeit außer Betrieb gestellt.
Wenige hundert Meter nördlich führt die Straße Ruta 43 in Ost-West-Richtung vorbei. Es besteht Anschluss an das überregionale Busliniennetz. Der Ort verfügt über eine Schule, einen Kinderspiel- und einen Fußballplatz. Zudem befindet sich eine Postagentur im Ort. Achar ist an die Wasserversorgung und das Elektrizitäts- sowie Telefonnetz angeschlossen, auch die poliklinische Versorgung vor Ort ist gewährleistet.

## Einwohner
Achar hatte bei der Volkszählung im Jahr 2011 687 Einwohner, davon 334 männliche und 353 weibliche.
| Jahr | Einwohner    |
| ---- | ------------ |
| 1908 | 2.708        |
| 1963 | 562 oder 770 |
| 1975 | 608          |
| 1985 | 561          |
| 1996 | 637          |
| 2004 | 780          |
| 2011 | 687          |

Quelle: Instituto Nacional de Estadística de Uruguay, sofern nicht anders dargestellt

## Marskrater
Nach Achar ist ein Marskrater benannt.